# Radical 122
El radical 122, representado por el carácter Han 网, es uno de los 214 radicales del diccionario de Kangxi. En mandarín estándar es llamado 网部, (wǎng bù　«radical “red”»); en japonés es llamado 网部, もうぶ (mōbu), y en coreano 망 (mang).
El radical «red» aparece siempre en la parte superior de los caracteres que clasifica (por ejemplo, en el carácter 罪). Puede aparecer en las formas variantes 网, 罒, 罓, 𦉰 y 㓁.

## Nombres populares
- Mandarín estándar: 网字頭, wǎng zì tóu, «carácter “red” en la parte superior»; 四字頭, sì zì tóu, «carácter “cuatro” en la parte superior» (la variante 罒).
- Coreano: 그물망부, geumul mang bu, «radical mang-red»; 그물망머리 geumulmang meori, «mang-red en la parte superior»; 넉사부, neok sa bu, «radical “cuatro”» (la variante 罒).
- Japonés:　網頭（あみがしら）, amigashira, «“red” en la parte superior» ; 四頭（よんがしら）, yongashira, «“cuatro” en la parte superior» (la variante 罒).
- En occidente: radical «red».

## Galería
| Estilos antiguos                                 | Estilos antiguos                  | Estilos antiguos                        | Estilos antiguos                   | Estilos antiguos                   | Estilos empleados actualmente       | Estilos empleados actualmente  | Estilos empleados actualmente    | Estilos empleados actualmente   | Estilos empleados actualmente  |
|                                                  |                                   |                                         |                                    |                                    |                                     | 网                             | 网                               |                                 |                                |
| 甲骨文 jiǎgǔwén (escritura de huesos oraculares) | 金文 jīnwén (escritura de bronce) | 简帛 jiǎnbó (escritura de bambú y seda) | 篆文 zhuànwén (escritura de sello) | 篆文 zhuànwén (escritura de sello) | 隸書 lìshū (estilo de los escribas) | 楷書 kǎishū (estilo regular)   | 楷書 kǎishū (estilo regular)     | 行書 xǐngshū (estilo corriente) | 草書 cǎoshū (estilo de hierba) |
| 甲骨文 jiǎgǔwén (escritura de huesos oraculares) | 金文 jīnwén (escritura de bronce) | 简帛 jiǎnbó (escritura de bambú y seda) | 大篆 dàzhuàn (sello grande)        | 小篆 xiǎozhuàn (sello pequeño)     | 隸書 lìshū (estilo de los escribas) | 繁體／繁体 fántǐ (tradicional) | 简体／簡體 jiǎntǐ (simplificado) | 行書 xǐngshū (estilo corriente) | 草書 cǎoshū (estilo de hierba) |

## Caracteres con el radical 122
| trazos | carácter                   |
| ------ | -------------------------- |
| + 0    | 网 罒 罓 ⺳                |
| + 3    | 罔 罕 罖 罗                |
| + 4    | 罘 罙 罚                   |
| + 5    | 罛 罜 罝 罞 罟 罠 罡 罢    |
| + 6    | 罣                         |
| + 7    | 罤 罥 罦                   |
| + 8    | 罧 罨 罩 罪 罫 罬 罭 置 署 |
| + 9    | 罯 罰 罱 罳 罴             |
| + 10   | 罵 罶 罷 罸                |
| + 11   | 罹 罺 罻 罼                |
| + 12   | 罽 罾 罿 羀 羁             |
| + 13   | 羂                         |
| + 14   | 羃 羄 羅 羆                |
| + 17   | 羇                         |
| + 19   | 羈 羉                      |